# Capidava uniformis
Capidava uniformis là một loài nhện trong họ Salticidae.
Loài này thuộc chi Capidava. Capidava uniformis được Cândido Firmino de Mello-Leitão miêu tả năm 1940.